# 薩米特 (亞利桑那州)
薩米特（英語：Summit）是位於美國亞利桑那州皮馬縣的一個人口普查指定地區。根據2010年美國人口普查，該地共人口3702人，而該地的面積約為9.59平方千米。

## 地理
薩米特的座標為32°03′48″N 110°56′37″W / 32.06333°N 110.94361°W，而該地最高點為海拔高度799米（即2621英尺）。